# Jean-Louis Calandrini

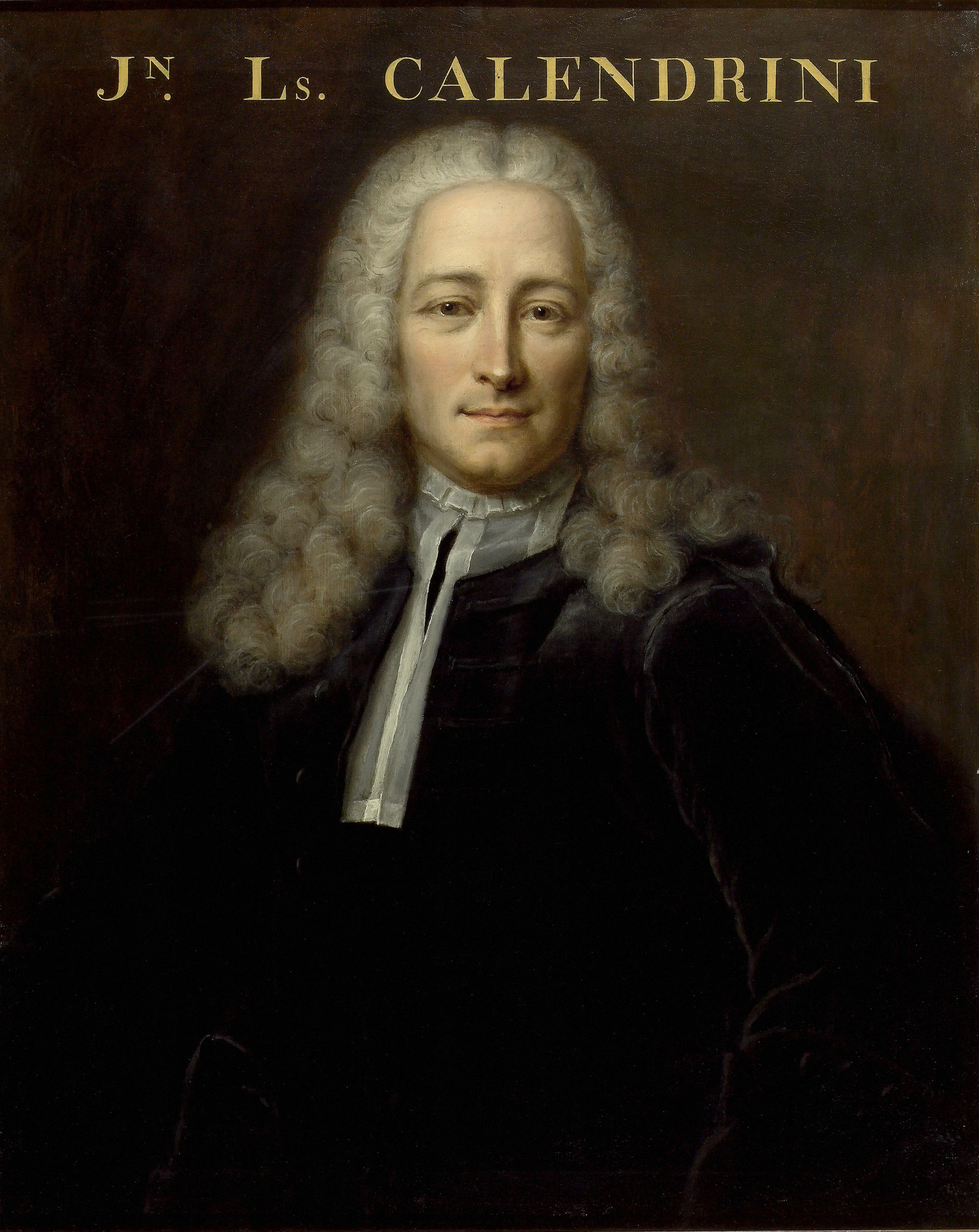
Jean-Louis Calandrini um 1760

Jean-Louis Calandrini (* 30. August 1703 in Genf; † 29. Dezember 1758 ebenda) war ein Genfer Physiker und Mathematiker. Sein gleichnamiger Vater war reformierter Pfarrer, und seine Mutter war Michée Du Pan.

## Leben und Wirken
Calandrini studierte an der Akademie in Genf und wurde 1722 in Physik promoviert. Danach unternahm er eine drei Jahre dauernde Kavalierstour und Studienreise durch Frankreich und England. 1724 wurde er gleichzeitig und zusammen mit Gabriel Cramer Mathematikprofessor an der Akademie in Genf. Ab 1734 war er bis 1750 Professor für Philosophie.
1750 wurde er Mitglied des Kleinen Rats in Genf und 1752 Seckelmeister. 1757 wurde er Syndic von Genf, das heisst ein Mitglied der Exekutive. Die Syndics hatten unter anderem Aufsicht über Verteidigung, Polizei, Justiz, Hospitäler oder Finanzen. Es wurden vier Syndics auf jeweils ein Jahr vom Rat der 200 gewählt.
Er trug wesentlich zur französischen Übersetzung der Philosophiae Naturalis Principia Mathematica von Isaac Newton bei, die von Thomas Le Seur und François Jacquier 1739 bis 1742 herausgegeben und in Genf veröffentlicht wurde. Dies war eine sehr wichtige Ausgabe der notorisch schwierig zu verstehenden Principia, die darin in das Leibniz-Kalkül der Analysis «übersetzt» und erläutert wurde. Von ihm stammen hunderte Fussnoten des Kommentars, die teilweise die Ausmasse ganzer Kapitel haben. Dafür führte er auch Experimente aus. Er veröffentlichte Werke über die Wirkung von Blitzen, über Nordlichter und Kometen. Von ihm stammen auch unveröffentlichte Arbeiten über ebene und sphärische Trigonometrie, Analysis, Logik und unendliche Reihen.
Ausserdem trug er zur Bibliothèque italique bei, eine von hugenottischen Gelehrten in Lausanne unter Leitung von Louis Bourguet herausgegebene Zeitschrift, die 1728 bis 1734 erschien und die italienische Wissenschaft  im übrigen Europa bekannt machen sollte.
Er war ein Grossneffe von Bénédict Calandrini (1639–1720), der Professor für Theologie in Genf war. 1729 heiratete er Renée Lullin, Tochter von Jacques Lullin.